# Karl Georg Koch
Johann Karl Georg Koch (* 28. Mai 1785 in Wanfried; † 12. Januar 1847 in Marburg) war ein deutscher Landrat und Landtagskommissar in der Kurhessischen Ständeversammlung.

## Leben
Karl Georg Koch wurde als Sohn des Bürgermeisters Johann Jakob Koch (1740–1805) und dessen Ehefrau Philippine Kühn geboren.
Er absolvierte ein Studium der Rechtswissenschaften, wurde Friedensrichter (nach dem Recht des Königreichs Westphalen) in Oberaula und übernahm 1816 das Amt des fürstlich Rotenburgischen Oberschultheißen in Witzenhausen. Nach 5-jähriger Dienstzeit wechselte er 1821 als Kreisrat zum Landkreis Kassel und bekleidete dort das Amt des Verwaltungschefs. Später kam er zur Regierung Kassel, wo er Regierungsrat und Provinzial-Polizeidirektor wurde.
Von 1833 bis 1835 war er Landtagskommissar in der Kurhessischen Ständeversammlung und  war ein „energischer Vertreter der Regierung auf dem Landtag“.
Koch war verheiratet mit Auguste Murhard (1779–1860). Aus der Ehe ging der Sohn Ernst (1808–1858) hervor, der später ein Dichterjurist in der Zeit der Romantik war.